# The Melodians
The Melodians sont un groupe de reggae formé dans le quartier de Greenwich Town à Kingston (Jamaïque), en 1965, par Tony Brevett (neveu de Lloyd Brevett des Skatalites), Brent Dowe et Trevor McNaughton. Renford Cogle écrivait et arrangeait certains morceaux.
Ils sont les auteurs du grand tube Rivers of Babylon, inclus en 1972 sur la bande originale du film The Harder they come, puis rendu mondialement célèbre par Boney M en 1978.

## Discographie sélective

### Albums
- Rivers of Babylon (Trojan, 1970)
- Sweet Sensation (Trojan, 1976)
- Sweet Sensation: The Original Reggae Hit Sound (Island, 1980)
- Irie Feelings (Ras, 1983)
- Premeditation (Skynote, 1986)

### Compilations
- Swing and Dine (Heartbeat, 1993)
- Rivers of Babylon (Trojan, 1997)
- Sweet Sensation: The Best of the Melodians (Trojan, 2003)